# Ottone I di Brandeburgo
Ottone I di Brandeburgo (1128 – 8 luglio 1184) fu il secondo margravio di Brandeburgo dal 1170 fino alla sua morte.

## Biografia
Ottone I era il figlio maggiore di Alberto I l'Orso, che aveva dato vita al margraviato di Brandeburgo nel 1057, e di sua moglie Sofia di Winzenburg, figlia di Ermanno I di Winzenburg. Egli ebbe tre sorelle e sei fratelli, dei quali i più conosciuti sono indubbiamente l'Arcivescovo Sigfrido di Anhalt e il duca Bernardo III di Sassonia.
L'anno di nascita di Ottone è ufficialmente il 1128, ma alcuni storici recentemente hanno avanzato dubbi sulla data. Pribislavo è conosciuto per essere stato il padrino di Ottone e per avergli concesso le terre di Zauche in occasione del suo matrimonio; lo storico Partenheimer (2003) data l'evento al 1123 o nel 1125.
Nel 1148 circa Ottone sposò Giuditta di Polonia, nobile Piast, sorella del duca di Polonia Boleslao IV e di Mieszko III. Il matrimonio si svolse nel corso della crociata dei Venedi (una delle crociate del Nord) nel corso di un incontro avvenuto il 6 gennaio 1148, a cui parteciparono Ottone e i due duchi polacchi, oltre all'arcivescovo Federico di Wettin. Secondo Partenheimer (2003), il matrimonio venne celebrato della dinastia degli Ascani allo scopo di venire in aiuto alla dinastia dei Piast in opposizione a Corrado III di Germania, che sosteneva invece Ladislao II "l'Esiliato" come legittimo reggente di Polonia. Alla morte di Giuditta, nel 1175, Ottone sposò Adele d'Olanda (1176), figlia del conte Fiorenzo III di Seeland.
Ottone ebbe due figli dal suo primo matrimonio, Ottone ed Enrico, e un terzo figlio dal secondo matrimonio, Alberto.
Ottone venne sepolto nell'Abbazia di Lehnin, di cui aveva aiutato la costruzione.

## Margravio di Brandeburgo
Ottone governò dal 1144 col padre Alberto. Egli non ottenne mai ufficialmente il titolo di margravio di Brandeburgo sino alla morte del padre nel 1170, ma nel 1144 viene già menzionato con questo titolo in un documento ufficiale con Alberto, anche se Alberto gli conferì questa eredità solo nel 1157. Ottone venne introdotto agli affari di governo proprio dal padre, a cui sopravvisse di 14 anni.
Il margraviato di Brandeburgo che Ottone ottenne alla morte del padre nel 1170, non corrispondeva a quello che sarà poi il territorio del Brandeburgo. L'antico margraviato comprendeva solo la parte ad Est dell'Havelland e Zauche. Nei successivi 150 anni, sotto la dinastia degli Ascanidi, il margraviato ottenne molti altri territori, espandendosi sino ad essere poi compreso nella Prussia.

## L'abbazia di Lehnin

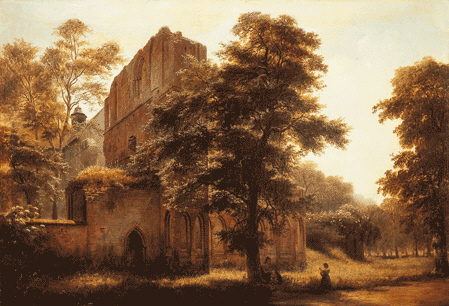
Le rovine dell'Abbazia di Lehnin, 1858

Nel 1180, Ottone fondò l'abbazia di Lehnin a Zauche come il primo monastero del margraviato, nel quale sarebbe stato sepolto quattro anni dopo. Il monastero cistercense, in effetti, assunse i connotati di un luogo per la sepoltura degli Ascanidi e poi degli Hohenzollern. I primi monaci vi presero residenza nel 1183, provenendo dall'abbazia di Sittichenbach; la costruzione del chiostro della chiesa ebbe inizio nel 1190.
Quando il monastero venne secolarizzato nel 1542, essa comprendeva un appannaggio di 39 villaggi e della città di Werder.

## Ascendenza
|                          |                       |                              | Genitori             |  |  | Nonni |  |  | Bisnonni                    |  |  | Trisnonni            |  |
|                          |                       |                              |                      |  |  |       |  |  | Adalberto II di Ballenstedt |  |  | Esico di Ballenstedt |  |
|                          |                       |                              |                      |  |  |       |  |  | Adalberto II di Ballenstedt |  |  | Esico di Ballenstedt |  |
|                          |                       | Matilde di Svevia            |                      |  |  |       |  |  | Adalberto II di Ballenstedt |  |  |                      |  |
| Ottone di Ballenstedt    |                       |                              |                      |  |  |       |  |  | Adalberto II di Ballenstedt |  |  |                      |  |
|                          |                       | Adelaide di Weimar-Orlamünde | Ottone I di Meißen   |  |  |       |  |  |                             |  |  |                      |  |
|                          |                       | Adelaide di Weimar-Orlamünde | Ottone I di Meißen   |  |  |       |  |  |                             |  |  |                      |  |
|                          |                       | Adelaide di Weimar-Orlamünde | Adela di Brabante    |  |  |       |  |  |                             |  |  |                      |  |
| Alberto I di Brandeburgo |                       | Adelaide di Weimar-Orlamünde |                      |  |  |       |  |  |                             |  |  |                      |  |
|                          |                       | Magnus di Sassonia           | Ordulfo di Sassonia  |  |  |       |  |  |                             |  |  |                      |  |
|                          |                       | Magnus di Sassonia           | Ordulfo di Sassonia  |  |  |       |  |  |                             |  |  |                      |  |
|                          |                       | Magnus di Sassonia           | Wulfhild di Norvegia |  |  |       |  |  |                             |  |  |                      |  |
| Eilika di Sassonia       |                       | Magnus di Sassonia           |                      |  |  |       |  |  |                             |  |  |                      |  |
|                          |                       | Sofia d'Ungheria             | Béla I d'Ungheria    |  |  |       |  |  |                             |  |  |                      |  |
|                          |                       | Sofia d'Ungheria             | Béla I d'Ungheria    |  |  |       |  |  |                             |  |  |                      |  |
|                          |                       | Sofia d'Ungheria             | Richenza di Polonia  |  |  |       |  |  |                             |  |  |                      |  |
| Ottone I di Brandeburgo  |                       | Sofia d'Ungheria             |                      |  |  |       |  |  |                             |  |  |                      |  |
|                          | Meginardo di Vornbach | …                            |                      |  |  |       |  |  |                             |  |  |                      |  |
|                          | Meginardo di Vornbach | …                            |                      |  |  |       |  |  |                             |  |  |                      |  |
|                          | Meginardo di Vornbach | …                            |                      |  |  |       |  |  |                             |  |  |                      |  |
| Ermanno I di Winzenburg  | Meginardo di Vornbach |                              |                      |  |  |       |  |  |                             |  |  |                      |  |
|                          |                       | Matilda di Reinhausen        | …                    |  |  |       |  |  |                             |  |  |                      |  |
|                          |                       | Matilda di Reinhausen        | …                    |  |  |       |  |  |                             |  |  |                      |  |
|                          |                       | Matilda di Reinhausen        | …                    |  |  |       |  |  |                             |  |  |                      |  |
| Sofia di Winzenburg      |                       | Matilda di Reinhausen        |                      |  |  |       |  |  |                             |  |  |                      |  |
|                          |                       | …                            | …                    |  |  |       |  |  |                             |  |  |                      |  |
|                          |                       | …                            | …                    |  |  |       |  |  |                             |  |  |                      |  |
|                          |                       | …                            | …                    |  |  |       |  |  |                             |  |  |                      |  |
| …                        |                       | …                            |                      |  |  |       |  |  |                             |  |  |                      |  |
|                          |                       | …                            | …                    |  |  |       |  |  |                             |  |  |                      |  |
|                          |                       | …                            | …                    |  |  |       |  |  |                             |  |  |                      |  |
|                          |                       | …                            | …                    |  |  |       |  |  |                             |  |  |                      |  |
|                          |                       | …                            |                      |  |  |       |  |  |                             |  |  |                      |  |